# Dierk Osterloh

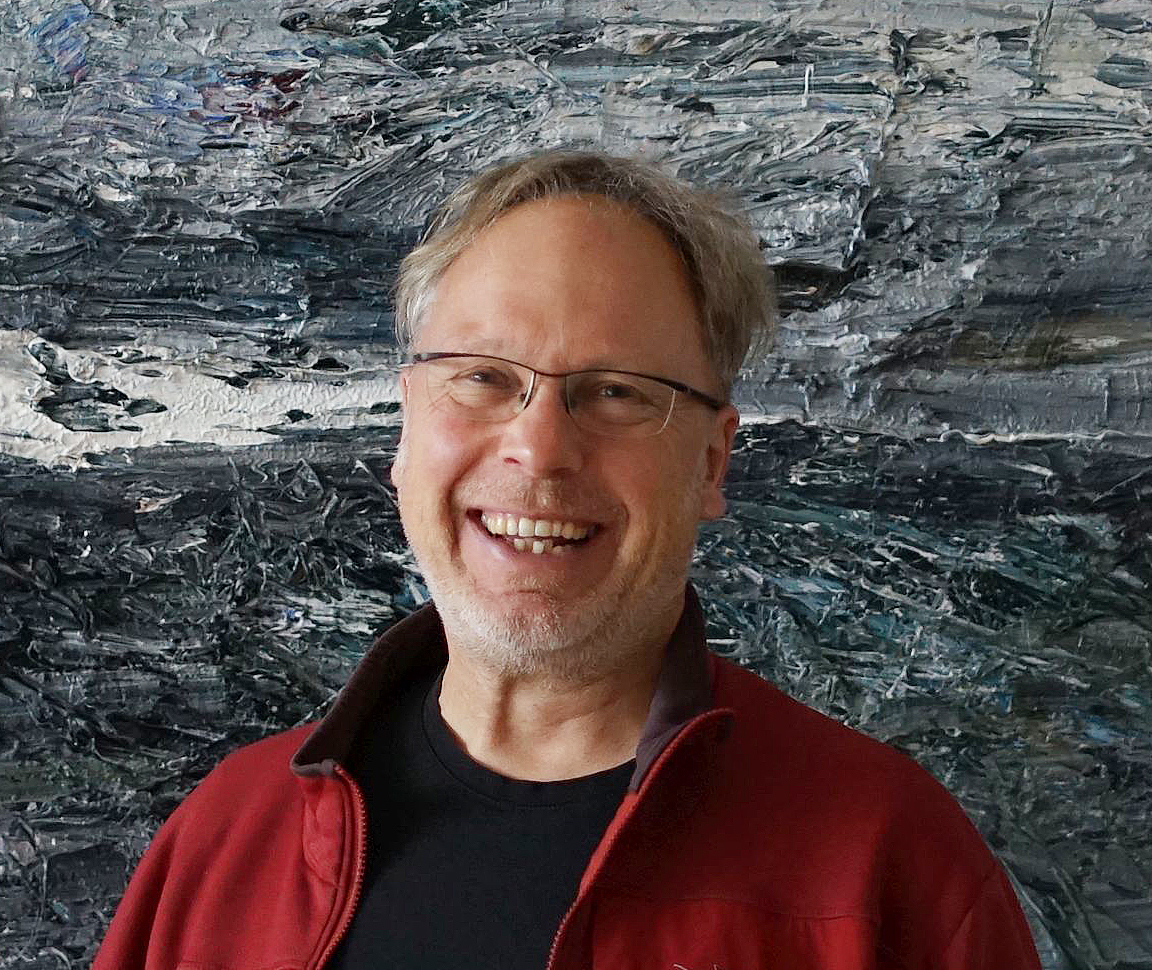
Dierk Osterloh (2023)

Dierk Osterloh  (* 1964 in Oldenburg) ist ein deutscher Maler, Bildhauer und Fotograf.

## Leben
Dierk Osterloh wuchs in Oldenburg auf und studierte nach dem Abitur zunächst Jura in Freiburg im Breisgau. Im Alter von 27 Jahren wandte er sich der Kunst zu bezog 1994 sein erstes eigenes Atelier in Köln, wo er parallel zu seinem künstlerischen Wirken eine Ausbildung zum Mediengestalter absolvierte. Außerdem studierte er an der Technischen Kunstschule Hamburg.1996 verlegte er sein Atelier in das Kölner „Kunstzentrum Wachsfabrik“. Seit 2020 lebt und arbeitet er in Ziegenhain im Westerwald.

## Werk

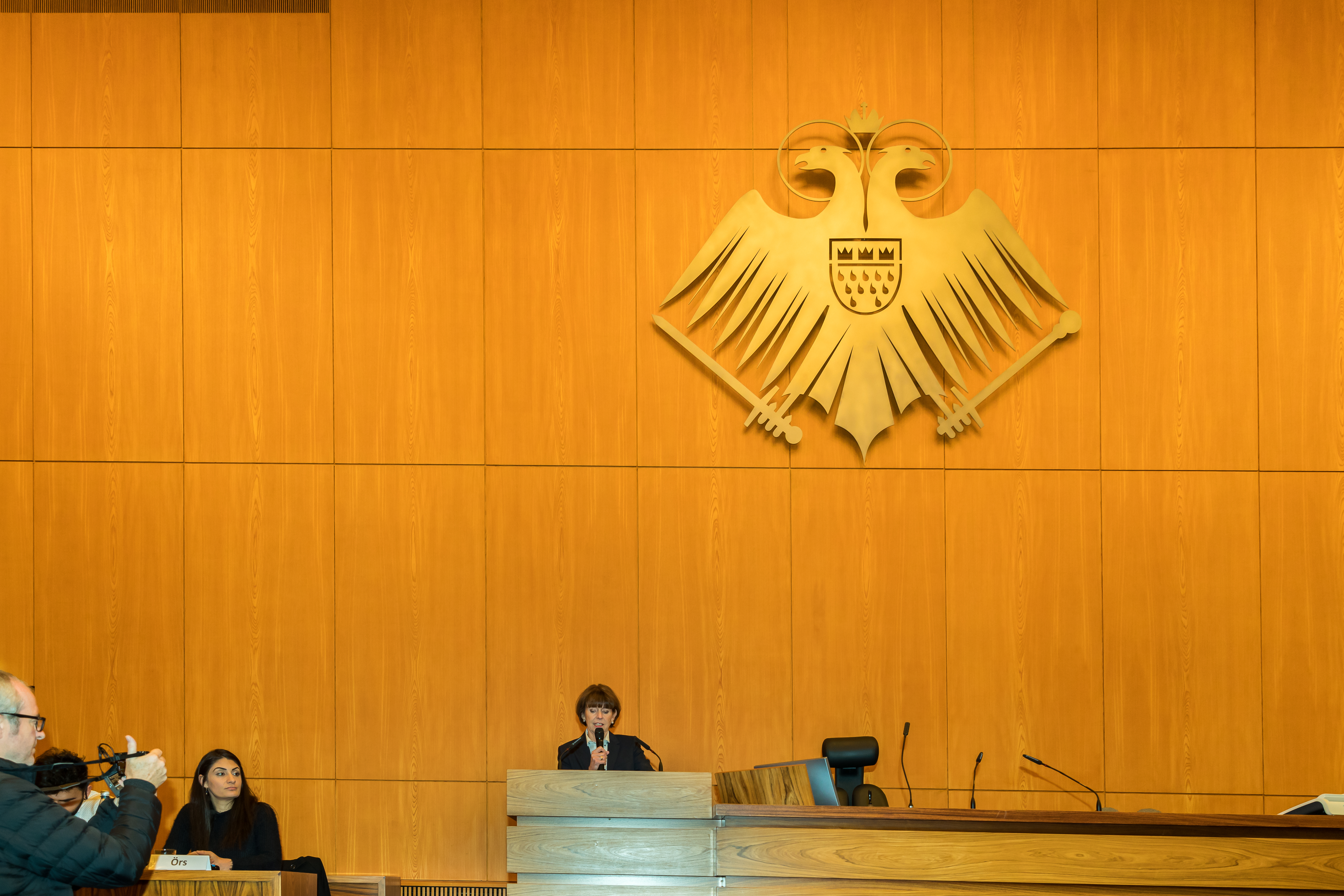
Sitzungssaal des Kölner Stadtrates mit Stadtwappen; Rede der Oberbürgermeisterin Henriette Reker 2019

Osterlohs Werk umfasst verschiedene künstlerische Disziplinen von der Ölmalerei über Skulpturen bis hin zur Fotografie und digitalen Compositionen, wobei er eine breite Palette an Techniken und Stilen einsetzt. Expressive Ölbilder kreiert er durch kräftige Pinselstriche und lebendige Farbkontraste und arbeitet dabei mit Licht und Schatten, um Tiefe und Intensität in seinen Werken zu erzeugen. Seine Themen reichen von figürlichen Arbeiten bis hin zu abstrakten Darstellungen. Sein Malduktus ist geprägt durch eine Kombination aus dynamischem Wedeln und schmisshaftem Reißen des Spachtels über die Leinwand, wodurch eine reliefgleiche Oberfläche entsteht, aus der die Figuren dem Betrachter schemenhaft entgegentreten. Teilweise schleudert er Öl auf die Leinwand, um einschussartige Löcher zu erzielen.
Neben der Malerei widmet sich Osterloh der Erstellung archaischer Skulpturen, die von einer rohen und organischen Ästhetik geprägt sind. Er verwendet Materialien wie angeschwemmtes Holz aus dem Rhein oder Stahl-Fundstücke von einem Eisenbahn-Friedhof, Stein sowie Acrylplatten. Häufig lässt er seine Werke grob bearbeitet erscheinen, um Authentizität und Ursprünglichkeit zu vermitteln.
Als Fotograf wendet er sich verschiedenen Bereichen zu. So fotografiert er zum Beispiel architektonisch beeindruckende Gebäude und deren besondere Details, wozu er oft ungewöhnliche Perspektiven wählt. Bei der Darstellung von Industriebauten setzt er den Fokus auf die Ästhetik von Fabriken, Werkshallen und Maschinen. Besondere Inspiration sind für ihn die Zeche Zollverein, der Landschaftspark Duisburg sowie die sogenannten lost places. 
Ein weiterer Schwerpunkt in Osterlohs fotografischem Schaffen liegt im Bereich des Fotodesigns mit digitalen Composings. Hierbei kombiniert er verschiedene Fotos und Elemente zu einer neuen Bildkomposition und erschafft durch diese Technik surreale Szenarien.
Sein Werk umfasst zudem grafische Arbeiten. Hierzu zählt der Entwurf des Kölner Ratswappens, der sowohl im Ratssaal als auch an der Fassade des Historischen Kölner Rathauses in Edelstahl realisiert wurde.

## Ausstellungen (Auswahl)

### Einzelausstellungen
- 2004: Rathaus Spanischer Bau, Köln
- 2009: Galerie, Kunsthaus Schoene, Andernach[6]
- 2009: Von der Endlichkeit. St. Theodor, Köln[7]
- 2010: Philosophisch Theologische Hochschule Vallendar, Vortrag und Ausstellung: Das Kreuz in der Abstraktion
- 2010: Hohenzollern-Schloss Namedy, Spiegelsaal, zum Internationalen Beethoven-Fest[8]
- 2012: Konstantinbasilika, Trier[9]

### Gruppenausstellungen
- 2001:Technologie Park, Bergisch Gladbach
- 2006+2007: Kunstzentrum Wachsfabrik, Köln
- 2008: International Biennial of Contemporary Art „Art With Roots in the Earth“ Chapingo, Mexiko
- 2011: Parallax AF London Museum
- 2011: Museum „Alte Mühle“ Abtei Himmerod
- 2013: Artconnection, Köln[10]
- 2013: Museum für verwandte Kunst, Köln, „Buffon“, COMO
- 2016: Artist 4 Rhino, Castello Sforzesco, Vigevano, Italien[11]
- 2017: Artists 4 Elefants, Museo Toni Benetton, Venedig/Mogliano, Italien[12]
- 2019: 8. Revierkunst, Zeche Ewald, Herten[13]
- 2019: Wir halten Hof. Hofburg Innsbruck
- 2019: Die Unendlichkeit des angedeuteten Todes. Kulturkirche Ost, Köln[14]
- 2019: NYA Gallery, Equinox exhibition, New York
- 2019: Art Innsbruck, Gallery Kass, Internationale Kunstmesse, Österreich[15]
- 2020: NEXUS Nordlichter – Im Dialog mit nordischen Kulturwelten Haus Metternich, Koblenz[16]

- 2022: W 22, Ausstellung Künstlergruppe. Kunst und Kulturzentrum b-05, Montabaur[17]
- 2023: Canavas International Art Fair 2023, Palazzo Albrizzi-Capello, Venedig[18]